# Liga Mexicana de Béisbol 1999
La Temporada 1999 de la Liga Mexicana de Béisbol fue la edición 75. 
Para esta temporada sólo hubo un cambio de plaza, los Mayas de Chetumal, que sólo estuvieron un año en la liga, se convirtieron en los Rojos del Águila de Veracruz para revivir este equipo histórico en la pelota mexicana.
Se continuaba con el formato de tres zonas (norte, centro y sur) que se había establecido desde 1996. El calendario constaba de 122 partidos divididos en 2 vueltas.

## Equipos participantes
| Liga Mexicana de Béisbol 1999 |                              |           |                                        |                                      |             |
| Zona                          | Equipo                       | Fundación | Ciudad                                 | Estadio                              | Capacidad   |
| Norte                         | Acereros del Norte           | 1974      | Monclova, Coahuila                     | Monclova                             | 8,500       |
| Norte                         | Algodoneros de Unión Laguna  | 1940      | Torreón, Coahuila                      | Revolución                           | 9,500       |
| Norte                         | Broncos de Reynosa           | 1963      | Reynosa, Tamaulipas                    | Adolfo López Mateos                  | 10,000      |
| Norte                         | Saraperos de Saltillo        | 1970      | Saltillo, Coahuila                     | Francisco I. Madero                  | 16,000      |
| Norte                         | Sultanes de Monterrey        | 1939      | Monterrey, Nuevo León                  | Monterrey                            | 22,061      |
| Norte                         | Tecolotes de los Dos Laredos | 1940      | Nuevo Laredo, Tamaulipas Laredo, Texas | La Junta Veterans Field              | 7,800 5,000 |
| Centro                        | Cafeteros de Córdoba         | 1934      | Córdoba, Veracruz                      | "Beisborama"                         | 12,000      |
| Centro                        | Diablos Rojos del México     | 1940      | México, D. F.                          | Seguro Social                        | 25,000      |
| Centro                        | Guerreros de Oaxaca          | 1996      | Oaxaca, Oaxaca                         | Eduardo Vasconcelos                  | 7,200       |
| Centro                        | Rieleros de Aguascalientes   | 1975      | Aguascalientes, Aguascalientes         | Alberto Romo Chávez                  | 6,494       |
| Centro                        | Tigres Capitalinos           | 1955      | México, D. F.                          | Seguro Social                        | 25,000      |
| Sur                           | Langosteros de Cancún        | 1996      | Cancún, Quintana Roo                   | Beto Ávila                           | 9,500       |
| Sur                           | Leones de Yucatán            | 1954      | Mérida, Yucatán                        | Kukulcán                             | 14,917      |
| Sur                           | Olmecas de Tabasco           | 1975      | Villahermosa, Tabasco                  | Centenario 27 de Febrero             | 8,500       |
| Sur                           | Piratas de Campeche          | 1980      | Campeche, Campeche                     | Leandro Domínguez                    | 6,000       |
| Sur                           | Rojos del Águila de Veracruz | 1903      | Veracruz, Veracruz                     | Deportivo Universitario "Beto Ávila" | 7,782       |

## Posiciones

### Primera Vuelta
| Zona Norte   | Zona Norte | Zona Norte | Zona Norte | Zona Norte | Zona Norte |
| Equipo       | JG         | JP         | PCT        | JV         | PTS        |
| ------------ | ---------- | ---------- | ---------- | ---------- | ---------- |
| Monclova     | 38         | 23         | .623       | -          | 8          |
| Saltillo     | 38         | 24         | .613       | 0.5        | 7          |
| Monterrey    | 32         | 29         | .525       | 6.0        | 6.5        |
| Unión Laguna | 28         | 33         | .459       | 10.0       | 6          |
| Dos Laredos  | 24         | 37         | .393       | 14.0       | 5.5        |
| Reynosa      | 23         | 37         | .383       | 14.5       | 5          |

| Zona Centro    | Zona Centro | Zona Centro | Zona Centro | Zona Centro | Zona Centro |
| Equipo         | JG          | JP          | PCT         | JV          | PTS         |
| -------------- | ----------- | ----------- | ----------- | ----------- | ----------- |
| Tigres         | 42          | 18          | .700        | -           | 8           |
| México         | 36          | 25          | .590        | 6.5         | 7           |
| Córdoba        | 26          | 34          | .433        | 16.0        | 6.5         |
| Aguascalientes | 26          | 35          | .426        | 16.5        | 6           |
| Oaxaca         | 24          | 38          | .387        | 19.0        | 5.5         |

| Zona Sur | Zona Sur | Zona Sur | Zona Sur | Zona Sur | Zona Sur |
| Equipo   | JG       | JP       | PCT      | JV       | PTS      |
| -------- | -------- | -------- | -------- | -------- | -------- |
| Campeche | 33       | 28       | .541     | -        | 8        |
| Tabasco  | 33       | 28       | .541     | -        | 7        |
| Yucatán  | 30       | 31       | .492     | 3.0      | 6.5      |
| Cancún   | 29       | 32       | .475     | 4.0      | 6        |
| Veracruz | 26       | 36       | .419     | 7.5      | 5.5      |

### Segunda Vuelta
| Zona Norte   | Zona Norte | Zona Norte | Zona Norte | Zona Norte | Zona Norte |
| Equipo       | JG         | JP         | PCT        | JV         | PTS        |
| ------------ | ---------- | ---------- | ---------- | ---------- | ---------- |
| Saltillo     | 36         | 21         | .632       | -          | 8          |
| Monclova     | 33         | 23         | .589       | 2.5        | 7          |
| Monterrey    | 32         | 25         | .561       | 4.0        | 6.5        |
| Dos Laredos  | 29         | 28         | .509       | 7.0        | 6          |
| Unión Laguna | 22         | 36         | .379       | 14.5       | 5.5        |
| Reynosa      | 19         | 38         | .333       | 17.0       | 5          |

| Zona Centro    | Zona Centro | Zona Centro | Zona Centro | Zona Centro | Zona Centro |
| Equipo         | JG          | JP          | PCT         | JV          | PTS         |
| -------------- | ----------- | ----------- | ----------- | ----------- | ----------- |
| México         | 38          | 18          | .679        | -           | 8           |
| Tigres         | 33          | 20          | .623        | 3.5         | 7           |
| Córdoba        | 25          | 32          | .439        | 13.5        | 6.5         |
| Oaxaca         | 25          | 32          | .439        | 13.5        | 6           |
| Aguascalientes | 21          | 39          | .350        | 19.0        | 5.5         |

| Zona Sur | Zona Sur | Zona Sur | Zona Sur | Zona Sur | Zona Sur |
| Equipo   | JG       | JP       | PCT      | JV       | PTS      |
| -------- | -------- | -------- | -------- | -------- | -------- |
| Cancún   | 34       | 25       | .576     | -        | 8        |
| Yucatán  | 30       | 25       | .545     | 2.0      | 7        |
| Tabasco  | 30       | 29       | .508     | 4.0      | 6.5      |
| Campeche | 25       | 32       | .439     | 8.0      | 6        |
| Veracruz | 24       | 33       | .421     | 9.0      | 5.5      |

### Global
| Zona Norte   | Zona Norte | Zona Norte | Zona Norte | Zona Norte | Zona Norte |
| Equipo       | JG         | JP         | PCT        | JV         | PTS        |
| ------------ | ---------- | ---------- | ---------- | ---------- | ---------- |
| Saltillo     | 74         | 45         | .622       | -          | 15         |
| Monclova     | 71         | 46         | .607       | 2.0        | 15         |
| Monterrey    | 64         | 54         | .542       | 9.5        | 13         |
| Dos Laredos  | 53         | 65         | .449       | 20.5       | 11.5       |
| Unión Laguna | 50         | 69         | .420       | 24.0       | 11.5       |
| Reynosa      | 42         | 75         | .359       | 31.0       | 10         |

| Zona Centro    | Zona Centro | Zona Centro | Zona Centro | Zona Centro | Zona Centro |
| Equipo         | JG          | JP          | PCT         | JV          | PTS         |
| -------------- | ----------- | ----------- | ----------- | ----------- | ----------- |
| Tigres         | 75          | 38          | .664        | -           | 15          |
| México         | 74          | 43          | .632        | 3.0         | 15          |
| Córdoba        | 51          | 66          | .436        | 26.0        | 13          |
| Oaxaca         | 49          | 70          | .436        | 29.0        | 11.5        |
| Aguascalientes | 47          | 74          | .388        | 32.0        | 11.5        |

| Zona Sur | Zona Sur | Zona Sur | Zona Sur | Zona Sur | Zona Sur |
| Equipo   | JG       | JP       | PCT      | JV       | PTS      |
| -------- | -------- | -------- | -------- | -------- | -------- |
| Cancún   | 63       | 57       | .525     | -        | 14       |
| Tabasco  | 63       | 57       | .525     | -        | 13.5     |
| Yucatán  | 60       | 56       | .517     | 1.0      | 13.5     |
| Campeche | 58       | 60       | .492     | 4.0      | 14       |
| Veracruz | 50       | 69       | .420     | 12.5     | 11       |

| Clasificado a los playoffs |

## Juego de Estrellas
El Juego de Estrellas de la LMB se efectuó el 31 de mayo en el Estadio Eduardo Vasconcelos en Oaxaca, Oaxaca, casa de los Guerreros de Oaxaca. El equipo sureño, dirigido por Nelson Barrera venció al equipo del norte, dirigido por Aurelio Rodríguez, por 16:12. Ramón Esquer de los Guerreros de Oaxaca fue elegido el Jugador Más Valioso del partido.

## Postemporada
Calificaron los 2 primeros lugares de cada zona de acuerdo al puntaje y de los 10 equipos restantes, calificaron los 2 mejores en porcentaje. Se enfrentaron 1° y 8°, 2° y 7°, 3° y 6°, 4° y 5°.
|  | Primer Play Off | Primer Play Off | Primer Play Off |        |          | Segundo Play Off | Segundo Play Off | Segundo Play Off |  |        | Final  | Final | Final |  |
|  |                 |                 |                 |        |          |                  |                  |                  |  |        |        |       |       |  |
|  |                 |                 |                 |        |          |                  |                  |                  |  |        |        |       |       |  |
|  | Campeche        | Campeche        | 2               |        |          |                  |                  |                  |  |        |        |       |       |  |
|  | Campeche        | Campeche        | 2               |        |          |                  |                  |                  |  |        |        |       |       |  |
|  | Saltillo        | Saltillo        | 4               |        |          |                  |                  |                  |  |        |        |       |       |  |
|  | Saltillo        | Saltillo        | 4               |        | Saltillo | Saltillo         | 3                |                  |  |        |        |       |       |  |
|  |                 |                 |                 |        | Saltillo | Saltillo         | 3                |                  |  |        |        |       |       |  |
|  |                 |                 | México          | México | 4        |                  |                  |                  |  |        |        |       |       |  |
|  | Monterrey       | Monterrey       | México          | México | 4        | 1                |                  |                  |  |        |        |       |       |  |
|  | Monterrey       | Monterrey       |                 |        |          |                  |                  |                  |  |        |        |       |       |  |
|  | México          | México          | 4               |        |          |                  |                  |                  |  |        |        |       |       |  |
|  | México          | México          | 4               |        |          |                  |                  |                  |  | México | México | 4     |       |  |
|  |                 |                 |                 |        |          |                  |                  |                  |  | México | México | 4     |       |  |
|  |                 |                 | Tigres          | Tigres | 2        |                  |                  |                  |  |        |        |       |       |  |
|  | Cancún          | Cancún          | Tigres          | Tigres | 2        | 0                |                  |                  |  |        |        |       |       |  |
|  | Cancún          | Cancún          |                 |        |          |                  |                  |                  |  |        |        |       |       |  |
|  | Monclova        | Monclova        | 4               |        |          |                  |                  |                  |  |        |        |       |       |  |
|  | Monclova        | Monclova        | 4               |        | Monclova | Monclova         | 2                |                  |  |        |        |       |       |  |
|  |                 |                 |                 |        | Monclova | Monclova         | 2                |                  |  |        |        |       |       |  |
|  |                 |                 | Tigres          | Tigres | 4        |                  |                  |                  |  |        |        |       |       |  |
|  | Tabasco         | Tabasco         | Tigres          | Tigres | 4        | 3                |                  |                  |  |        |        |       |       |  |
|  | Tabasco         | Tabasco         |                 |        |          |                  |                  |                  |  |        |        |       |       |  |
|  | Tigres          | Tigres          | 4               |        |          |                  |                  |                  |  |        |        |       |       |  |
|  | Tigres          | Tigres          | 4               |        |          |                  |                  |                  |  |        |        |       |       |  |
|  |                 |                 |                 |        |          |                  |                  |                  |  |        |        |       |       |  |

### Equipo campeón
Toda la Serie Final se jugó en el Parque del Seguro Social ya que era casa de los dos equipos que peleaban por el título, Tigres y Diablos.
La serie se decidió en el sexto partido, cuando, después de ir abajo 5-1, los Diablos remontaron con Home run de Pedro Castellano y posteriormente, ya en la novena entrada, anotaron 3 carreras más para el 7-5 final. El cerrador Mike García terminó el juego con ponche a Trinidad Robles que le daba el campeonato 12 a los Diablos dirigidos por Tim Johnson.
Este sería el último juego por el título que se jugaría en el Parque del Seguro, pues aunque esta serie Final se repitió en 2000, 2001, 2002 y 2003, a mitad de la temporada 2000 ambos equipos se mudaron al Foro Sol, además de que en 2002 los Tigres se mudaron a Puebla. Fue un partido histórico para el estadio pues además se considera el partido de mayor asistencia en toda su historia pues se llenaron las butacas y mucha gente quedó afuera queriendo entrar y la policía tuvo que intervenir. Posteriormente, como era costumbre en las últimas entradas del juego, se abrieron las puertas a todo aquel que quisiera entrar, incrementando aún más la cantidad de aficionados que presenciaron el encuentro.

## Designaciones
Se designó como novato del año a Luis Carlos García de los Tigres Capitalinos.

## Acontecimientos relevantes
- Narciso Elvira de los Piratas de Campeche lanzó 2 juegos sin hit ni carrera. El primero lo lanzó el 20 de marzo de 1999 en el Estadio Beto Ávila de Cancún en juego de siete entradas que terminó 5-0 contra los Langosteros de Cancún. El segundo juego sin hit ni carrera de Narciso Elvira ese año fue el 10 de junio contra Tecolotes de los Dos Laredos y en duelo de nueve entradas ganó 1-0 en Campeche. Con ello empató la marca de "Chet" Brewer.[3]
- El 21 de abril en Saltillo, José de Jesús Muñoz, de los Saraperos de Saltillo, recibió 6 bases por bolas en juego de 9 entradas ante los Cafeteros de Córdoba. Récord vigente.[4]
- El 9 de julio fueron exaltados al salón de la fama George Brunet, Gregorio Luque, Francisco Maytorena y Pedro Treto Cisneros.
- Luis Ignacio Ayala de los Saraperos de Saltillo impone récord, aún vigente, de 41 juegos salvados en una temporada.
- En octubre, Pedro Treto Cisneros, quien había fungido como presidente del circuito desde 1982, presentó su renuncia y se designó como presidente interino a Gustavo Ricalde que sería sustituido hasta febrero de 2000 por José Orozco Topete.